# Caprera (piroscafo 1917)
Il Caprera è stato un piroscafo da carico che, con questo nome, ha navigato prima per la Navigazione Generale Italiana e poi per la società Italia.

## Storia
La nave venne costruita nei cantieri Union Iron Works di Alameda, nella Baia di San Francisco. Essa faceva parte di un vasto programma di costruzione navale di emergenza avviato dallo "Shipping Controller", figura istituita dal governo britannico incaricata di supervisionare e organizzare la navigazione mercantile del Regno Unito durante la Prima Guerra Mondiale. Nel marzo 1917, per contrastare la carenza di navi mercantili, tramite la Cunard Steam-Ship Company, che operava come intermediaria, furono commissionate nuove unità a vari cantieri navali degli Stati Uniti, Paese ancora neutrale, per un totale di oltre 700.000 tonnellate di stazza lorda. Queste navi erano progettate secondo criteri di elevata standardizzazione, così da agevolare la produzione su larga scala e garantire una rapida entrata in servizio. Il piroscafo in questione, nello specifico, faceva parte del "Type G1", ovvero rientrante (seppur con lievi differenze) nei parametri di circa 8 000 tsl, lunghezza di 465 piedi (141,73 m), larghezza di 58 piedi (14,63 m), elica singola, velocità massima di 13 nodi. Completata nel settembre dello stesso anno e battezzata War Sword, venne assegnata alla gestione della Cunard.
Nel 1919 venne venduta alla Navigazione Generale Italiana di Genova, rinominata Caprera e iscritta nel compartimento marittimo della città con matricola 888. Nel 1932, con l’incorporazione della NGI nella neonata Italia Flotte Riunite, la nave confluì nella flotta della nuova società.
Il 1° giugno 1932, impegnata nella rotta sudamericana, la Caprera si incagliò presso un isolotto nella Baia di Guanabara (circa 15 miglia da Rio de Janeiro). Fu recuperata nell'agosto 1932 e posta in disarmo dopo essere stata dichiarata come "perdita totale" dalla compagnia armatrice.
Il relitto fu inizialmente acquistato da Pedro Luis Correa & Castro di Rio de Janeiro e rivenduto nel 1933 a Pedro Brandão. La nave fu ricostruita presso il cantiere Lage & Irmãos (Henrique Lage Org.) sull'Ilha do Viana, a Rio de Janeiro, e tornò in servizio nel 1941, dopo quasi 10 anni di inattività, con il nome di Arabutan per conto del Lloyd Nacional.
Il 7 marzo 1942, in piena Seconda Guerra Mondiale, il cargo brasiliano incrociò il sommergibile tedesco U-155 a circa 81 miglia nautiche da Capo Hatteras, che gli sparò contro un siluro alle 15:10 (21:10 CET) poiché non furono rilevati segni di neutralità. La nave affondò in circa 13 minuti e 54 dei 55 membri dell'equipaggio si salvarono in quattro scialuppe di salvataggio. Avvistati 6 ore dopo da un aereo, i superstiti vennero recuperati l'8 marzo dalla USCGC Calypso (WPC 104) della Guardia costiera statunitense, e fatti sbarcare a Little Creek, Virginia.